# Carcelia europaea
Carcelia europaea är en tvåvingeart som först beskrevs av Richter 1977.  Carcelia europaea ingår i släktet Carcelia och familjen parasitflugor. Inga underarter finns listade i Catalogue of Life.